# Sandro Boy
Sandro Boy (* 5. März 1993; 8. Juli 2023) war ein Oldenburger Hengst und ein erfolgreiches deutsches Springpferd. Sandro Boy wurde im Sport von dem deutschen Springreiter Marcus Ehning geritten, stationiert war er auf der Deckstation von Paul Schockemöhle in Mühlen. Die Lebensgewinnsumme des Hengstes beträgt rund 1,2 Millionen Euro.

## Sandro Boy im Sport
Im April 1996 kaufte ihn Josef Estendorfer und gab ihn in den Beritt von Manfred Herzog. Unter Herzog gewann Sandro Boy Springpferdeprüfungen und startete nebenbei seine Karriere als Deckhengst. Im Alter von zehn Jahren kam der Hengst in den Stall von Marcus Ehning. Gemeinsam wurde das Paar 2006 in Kuala Lumpur Weltcup-Sieger und war in zahlreichen Championaten und über 25-mal in Großen Preisen siegreich. 2004 wurde Sandro Boy VTV-Hengst des Jahres.
Im Alter von 18 Jahren wurde Sandro Boy beim Weltcupfinale 2011 in Leipzig aus dem Sport verabschiedet.

## Sandro Boy als Vererber
Bei seiner Hengstleistungsprüfung in Münster-Handorf erhielt Sandro Boy im Springen als einziger die Traumnote 10,0 und wurde mit 145 Punkten Sieger im Teilindex Springen. Im November 1995 wurde er in Oldenburg gekört. 1996 wurde er für den bayrischen Zuchtverband anerkannt, 2002 folgte der Verband Oldenburg International. 2004 wurde er für Hannover und 2007 für Holstein anerkannt. Bereits mit seinem ersten Fohlenjahrgang stellte er mit Saccor und Sandro Man de L zwei gekörte Hengste.
Im Sport bekannte Söhne und Töchter des Hengstes sind unter anderem die Stute Sabrina (ebenfalls Marcus Ehning), sowie die Hengste Sandro Man de L (Johannes Ehning) und Fantomas de Muze.

## Einige Siege

### 2003
- CSI***, Großer Preis von Frankfurt

### 2004
- CSI****, Großer Wernesgrüner-Preis – Riders-Tour-Etappe in Gera
- Großer Preis von London

### 2005
- CSI****, Großer Preis von Düsseldorf

### 2006
- Weltcupfinale in Kuala Lumpur, als einziges Pferd ohne Fehler in fünf Parcours
- CSI***, Großer Preis von Frankfurt
- CSI*****, Großer Preis von Lyon
- CSI****, Großer Preis von Zürich

### 2007
- CSI****, Großer Preis von Bremen
- CSI****, Großer Preis von Hannover (Etappe der Riders Tour)
- CSIO*****, Super-League-Finale in Barcelona

### 2008
- Weltcup-Wertungsprüfung in ’s-Hertogenbosch
- CSI****, Großer Preis von Frankfurt (Masters League-Finale)

### 2009
- CSI**, Großer Preis von Nördlingen

### 2010
- CSI****, Großer Preis von München (Etappe der Riders Tour)